# Rhopalomeces elongatus
Rhopalomeces elongatus là một loài bọ cánh cứng trong họ Cerambycidae.